# Christian Fritz
Christian Fritz (* 1988 in Münster) ist ein deutscher Pianist.

## Leben
Fritz erhielt seinen ersten professionellen Klavierunterricht im Alter von vier Jahren, u. a. als Schüler von Roswitha Gediga-Glombitza (Hochschule für Musik und Tanz Köln; HfMT Köln). Von September 2006 bis September 2010 studierte Fritz an der Folkwang Hochschule in der Klavierklasse von Professor Till Engel. Ab Oktober 2010 war er Schüler in der Meisterklasse von Lev Natochenny an der Hochschule für Musik und Darstellende Kunst Frankfurt am Main. Bei ihm schloss er im Februar 2015 sein Diplom mit der Note sehr gut ab.
Christian Fritz besuchte Meisterkurse u. a. bei Pierre-Laurent Aimard, Hubert Buchberger, beim Fauré Quartett, Bernd Glemser, Karl-Heinz Kämmerling, Renate Kretschmar-Fischer, Young Kyu Lee, Kurt Masur, Jean-Guihen Queyras, Ilana Schapira-Marinescu, Georg Friedrich Schenck, Ragna Schirmer, Dina Sigfridsson, Boguslaw Jan Strobel, Alexander Tselyakov und Anatol Ugorski.
Christian Fritz war mehrfach erster Preisträger beim Bundeswettbewerb „Jugend musiziert“, wo er mehrfach erster Bundespreisträger wurde. Er gewann Preise auch bei internationalen Wettbewerben: Fritz war u. a. Preisträger beim Internationalen Hindemith-Wettbewerb 2008 in Berlin, beim II. Internationalen Chopin-Wettbewerb in Ungarn und beim II. Internationalen Klavierwettbewerb Premio Euterpe.
2007 spielte Fritz im Rahmen des Konzertprogramms der Philharmonie Essen Werke von César Franck und Claude Debussy. 2008 trat er im Mozarthaus Augsburg in einem Konzertprogramm mit Werken von Ludwig van Beethoven und Wolfgang Amadeus Mozart auf. 2009 trat Fritz beim Klavierfestival Ruhr mit Werken von Felix Mendelssohn Bartholdy auf.
Fritz gibt Konzerte in Deutschland und im europäischen Ausland, sowohl als Solist als auch in Begleitung mit Orchester. Als Solist spielte er mit diversen Orchestern, u. a. mit dem Landesjugend-Orchester Nordrhein-Westfalen, dem Jugend-Sinfonieorchester Köln, dem Collegium musicum Aachen, dem Universiteits Orkest Maastricht und dem Collegium musicum Bonn. Schwerpunkte seines Repertoires sind Kammermusik und Klaviermusik, insbesondere die Klavierkonzerte von Ludwig van Beethoven, Wolfgang Amadeus Mozart, Frédéric Chopin, Franz Schubert und George Gershwin.
Christian Fritz setzt sich für zeitgenössische Musik ein, u. a. bei Auftritten mit Christoph Caskel, und unternimmt gelegentlich Repertoireerweiterungen in den Jazz-Bereich. Des Weiteren tritt er als Kammermusiker auf sowie seit 2013 auch immer wieder im Duett mit dem Cellisten Michael Polyzoides. Seit 2018 ist er Mitglied des Kammermusikensembles Spark.
Es liegen Live-Mitschnitte auf CD vor.

## Auszeichnungen (Auswahl)
- 2006: Grotrian-Steinweg-Wettbewerb[1]
- 2008: Internationaler Hindemith-Wettbewerb[1]: Zweiter Preis und zusätzliche Sonderpreise (Schloss-Britz-Medaille für beste Interpretation eines klassischen Stückes und Sonderpreis für die beste Interpretation eines Hindemith-Werkes)
- 2010: Erster Platz beim Steinway-Wettbewerb in Düsseldorf[1]
- 2013: Martin-Hornstein-Interpretationspreis